# ハーフメタリック
ハーフメタリック（Half-metallic）とは、スピン分極した系において、一方のスピンの側では価電子帯が電子で完全に満たされて、バンドギャップが開き半導体的な状態となり、もう片方のスピン側では価電子帯の電子は完全に満たされていない（つまり金属的なバンド）状態のこと。スピントロニクスの分野にとって非常に重要な性質である。特にスピン（磁気）を使ったデバイスへの応用が期待されている。
この性質を持つ物質のことを、ハーフメタルまたは完全スピン偏極強磁性体と言う。これは、半金属(Semi-metal)とは異なる概念である。